# TRUE KiSS DiSC
TRUE KiSS DISC es un subsello de Sony Music Entertainment Japan.
Fue fundado en abril de 1999 por el músico y productor Tetsuya Komuro en 1999, cuando éste estaba en la cúspide de su carrera. Albergó sólo artistas que contaban con su producción y la de la Familia Komuro. Su primer lanzamiento fue un sencillo formato vinilo del tema "PRECIOUS MEMORIES" de la banda TRUE KiSS DESTiNATiON, donde el mismo Komuro era uno de los miembros. Posteriormente se hizo bastante popular debido a Ami Suzuki, artista que se hizo de gran popularidad en ese mismo año.
Sólo duró de forma activa dos años. Ya en el 2000, debido a la salida de Ami Suzuki del sello debido a problemas con su agencia, las ganancias se vinieron al suelo, y después de que artistas como Kiss Destination, TM NETWORK, Takashi Utsunomiya y Naoto Kine fueron transferidos a Rojam Entertainment, TRUE KiSS DiSC se vio obligado a cerrar. 

## Artistas
Que pertenecieron a este sello discográfico.
- Kiss Destination (inicialmente llamado TRUE KiSS DESTiNATiON)
- Ami Suzuki
- Ring
- TM NETWORK
- Tetsuya Komuro
- Takashi Utsunomiya
- Naoto Kine
- 566
  - 566 featuring SAYURI NAKANO
- Hakuryū
- Yoshihiro Kai

- Datos: Q9081271